# Мама-Америка
«Мама-Америка» — песня, написанная Алексеем Романоф. Композиция была выпущена 18 февраля 2011 года как второй сингл группы «Винтаж» из их третьего студийного альбома «Анечка».
Темой композиции стала несчастливая любовь, а лирика песни говорит об «отношениях, от которых хочется бежать, от которых хочется себя оградить». Название «Мама-Америка» было обозначено участниками коллектива эвфемизмом ненормативной лексики. Сингл достиг шестнадцатой позиции в российском радиочарте.
В феврале группа сняла видеоклип на композицию, вдохновением для которого послужили работы композитора Сергея Кузнецова. Клип получил положительные отзывы в журнале «Афиша» и на сайте Modals.biz.

## Предыстория и релиз
Композиция была написана Алексеем Романоф в 2010 году. По словам участников коллектива, написание новой песни проходит как «вспышка», выражение переживаний. Анна Плетнёва уточняла, что от коллектива ждали легкомысленного текста, секса, но песня получилась грустной и не весенней, а Алексей Романоф говорил по этому поводу: «Всё, что мы делаем — проекция нашего внутреннего мира. Выражение того, что мы чувствуем сейчас. Главное не повторяться, потому что именно за это нас любят и ценят».

Нас периодически обвиняют в том, что мы непостоянные артисты. Новоиспечённые артисты сейчас все конъюнктурщики. Нащупывают какую-то золотую жилу, понимают, что это то, что им нужно, то, что приносит им деньги, и начинают бить в одну точку, выпускать хит за хитом, как пирожки горячие — все одинаковые. В нашем случае — каждый раз, как в первый раз.
Песню «Мама-Америка» взяли не все радиостанции — от нас ждали очередного немножко легкомысленного текста. Но именно потому, что нас несёт, мы не можем следовать плану. На тот момент, когда создавалась песня «Мама-Америка», у нас было невесеннее настроение, и оно, может быть, немножко не в жилу. Всем же хочется весны и счастья и наконец-то расслабиться, а у нас — грустное настроение. Ну что ж поделать, мы такие.— Анна Плетнёва
18 февраля 2011 года группа впервые представила композицию в эфире Love Radio в рамках программы «Big Love 20». 22 февраля прошёл релиз через систему Tophit, а 23 февраля песня уже попала в ротацию других радиостанций и стало доступно прослушивание композиции на официальном сайте коллектива. Также композиция вышла на CD в сборнике «Новая Игрушка 28», который вышел 24 марта.

## Музыка и лирика
«Мама-Америка» — поп-композиция. В песне безошибочно угадывется стиль группы, хотя она не перегружена эффектами и аранжировками. Согласно нотным листам, изданным на Melodyforever.ru, песня записана в быстром темпе в 130 ударов в минуту, в размере такта в 4/4. Основная гармоническая последовательность композиции, записанной в тональности Ля минор, состоит из аккордов: Am — F — C — G. По словам Алексея Романоф, композиция не рассказывает историю девушки из Америки, а её название является эвфемизмом ненормативной лексики:

Это крик отчаяния, когда нет других слов, кроме матерных. На экране в такие моменты обычно раздается сигнал «пи-и-и», а у нас это звучит как «Мама-Америка».— Алексей Романоф
Основная тема песни — несчастливая любовь. В ней говорится «об отношениях, от которых хочется бежать, от которых хочется себя оградить, отрезать ножницами, что уже в руках. Но не хватает сил. Не дает их и кофе, что на столе. Сил хватает лишь на то, чтобы уйти в себя. И на то, чтобы тешить себя мыслью о том, что твоему „кукловоду“, человеку которого ты любишь и делаешь ради него многое, если не всё, осталось не долго мучить тебя такими отношениями».

## Видеоклип

### Съёмки и релиз
Съёмки клипа проходили 17 и 18 февраля в Киеве. Режиссёром стал Сергей Ткаченко. Во время съёмок Анна Плетнёва примерила на себя несколько различных образов — невесты, «железной» леди, «от столкновения с которой разбиваются автомобили» и нимфетки-школьницы. Перед релизом на официальном канале группы на Youtube был выложен тизер клипа. Также стало доступно видео со съёмок клипа. На сайте Modals.biz писали о съёмках: «О том, как снимали клип, рассказывали многие, но вот посмотреть процесс было бы интереснее. „Мама Америка“ — не просто клип. Это послание, которое не каждому дано понять». В съёмки вошли сцены, где Плетнёва выпивает виски и стоит под дождём «на улице, где в это время температура была минус 15 градусов. Певица босыми ногами стояла на снегу, и на голову ей лилась холодная вода из шланга, за несколько секунд превращаясь в ледышки. Ледяной душ на морозе не только изрядно взбодрил Плетневу, но и заставил признаться в том, что в бутылке из-под виски был всего лишь сладкий чай, а её истерика — артистическая игра».
Анна Плетнёва также рассказала о съёмках клипа, сказав, что вдохновение для видео группа искала в работах «Ласкового мая»:

…я главная по тарелочкам — обычно все сценарии приходят в мою безумную голову. Сценарий такой: две сестры растут вместе и влюбляются в одного парня в школе. Несчастная любовь. Одна сестра выходит за парня замуж, потом выясняется, что другая тоже с ним встречается. С одной стороны, мыльная опера, а с другой стороны — такое у нас было настроение. Песня по настроению кузнецовская. Кузнецов — автор песен «Ласкового мая». Нам захотелось немножко ретро, немножко эротики на школьной парте. Чего-то такого. Мне кажется, это всё получилось. Вопреки двадцатиградусному морозу. Как всегда, в процессе съемок мы начали экспериментировать, креативить, выходить голыми на улицу, нас поливали ледяной водой — не хватало нам экспрессии, казалось, как-то всё скучно проходит. Но всё получилось.— Анна Плетнёва

### Сюжет
По сюжету клипа Анна Плетнёва играет роль девушки, которой изменил муж с её сестрой. Роль сестры сыграла Светлана Иванова.

### Обзоры
В журнале «Афиша» позитивно отозвались о видео. Григорий Пороков отметил, что песня не самая сильная для коллектива, однако уточнил: «тем не менее, „Винтаж“ нужно беречь — более человечную группу в русской попсе найти сложно». В отношении видео автор говорил, что оно «как водится, положение спасает, хоть на кадры разбирай: бутылка, носочки, плечо». Также позитивно клип был описан на сайте Modals.biz. «Сам сюжет настолько захватывает, что слова и музыка остаются где-то позади. Уже потом можно соотнести и то, и другое. Это действительно стоит всех ожиданий. А группа „Винтаж“ просто растёт от раза к разу», — отметили в издании.

## Список композиций
- Промосингл

1. Мама-Америка (3:28)
2. Мама-Америка (DJ Glabasha radio remix) (4:06)

- Цифровой сингл[15]

1. «Мама-Америка» — (3:29)

## Чарты
| Чарт                               | Высшая Позиция |
| ---------------------------------- | -------------- |
| Russia Airplay Chart top 100       | 16             |
| Moscow Airplay Chart Top 100       | 19             |
| St.Peterburg Airplay Chart top 100 | 27             |
| Ukraine Airplay Chart Top 100      | 23             |
| Kiev Airplay Chart Top 100         | 40             |
| Latvian Airplay Chart              | 21             |
| Weekly Audience Choice TopHit 100  | 5              |